# Nefelinit

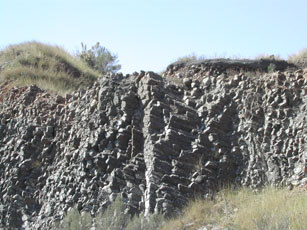
Nefelinit

Nefelinit – należąca do foidytów skała magmowa, wulkaniczna o strukturze drobnoziarnistej, porfirowej, przy czym ciasto skalne jest afanitowe (szkliste). Barwa czarna lub ciemnoszara, rzadziej jasnoszara. Fenokryształy reprezentowane są głównie przez augit tytanowy i nefelin, skalenie nie występują. W niektórych odmianach dość liczny (do 7%) oliwin (nefelinit oliwinowy), sanidyn (nefelinit sanidynowy), leucyt (nefelinit leucytowy), monticellit (nefelinit monticelllitowy), melilit (nefelinit melilitowy).
W Polsce nefelinity są wieku kenozoicznego i występują głównie na Śląsku. np. na Górze św. Anny, w obrębie środkowoeuropejskiej prowincji bazaltowej.